# ICP-MS

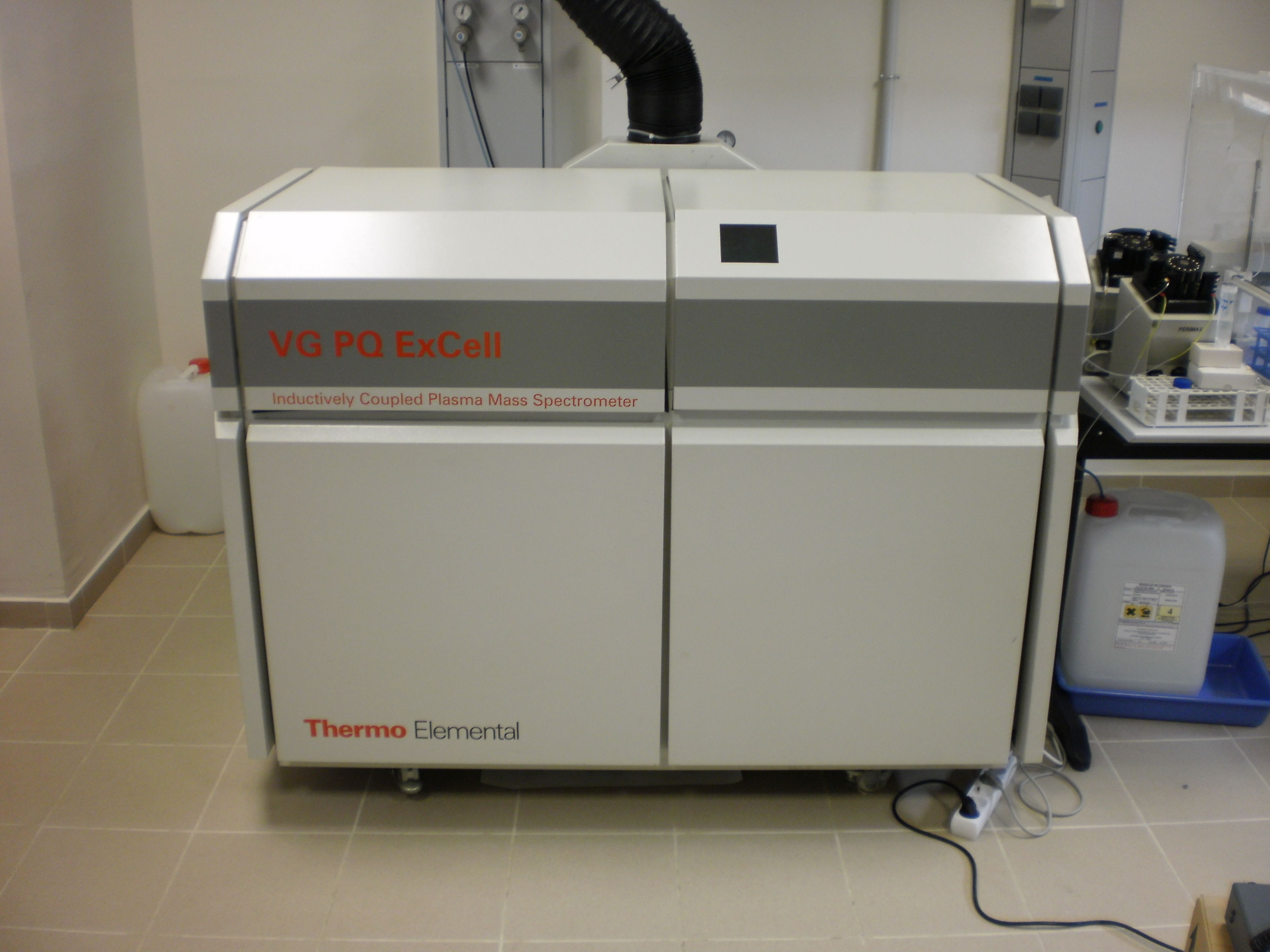
Spettrometro di massa a plasma accoppiato induttivamente

La spettrometria di massa a plasma accoppiato induttivamente, indicata con ICP-MS (dall'inglese inductively coupled plasma-mass spectrometry), è una tecnica di chimica analitica basata sull'utilizzo della spettrometria di massa abbinata al plasma accoppiato induttivamente. Il primo ICP-MS commerciale è stato l'ELAN 250 inventato e prodotto dalla PerkinElmer nel 1983. È una tecnica molto sensibile e in grado di determinare diverse sostanze inorganiche metalliche e non metalliche presenti in concentrazioni anche di circa una parte per miliardo (ppb). Sfrutta l'utilizzo di una torcia al plasma ICP per produrre la ionizzazione e di uno spettrometro di massa per la separazione e rivelazione degli ioni prodotti. Con la ICP-MS è anche possibile effettuare l'analisi isotopica.

## Generalità

### Il plasma
La torcia al plasma utilizzata nella ICP-MS è costituita da tre tubi concentrici, solitamente in quarzo, con l'estremità finale della torcia posta in una bobina di induzione magnetica alimentata da corrente elettrica ad alta radiofrequenza. Il plasma viene prodotto utilizzando un flusso di argon (solitamente di 14-18 litri per minuto); in tal modo vengono prodotti elettroni liberi e ioni Ar+. Gli elettroni interagiscono con il campo magnetico indotto subendo delle accelerazioni in direzione variabile in funzione delle variazioni di frequenza. Questi, collidendo con atomi di argon, sono in grado di produrre ulteriori ioni Ar+ ed elettroni: si raggiungerà una situazione di equilibrio dinamico quando la produzione di nuovi elettroni per collisione sarà bilanciata dalla combinazione degli elettroni con gli ioni Ar+, processo che porta alla nuova formazione di atomi di argon. Il plasma prodotto in tale modo è in grado di raggiungere temperature dell'ordine dei 6.000-10.000 K.
Vengono utilizzati altri due differenti flussi di argon, solitamente di un litro per minuto, uno ausiliario tra i due tubi più esterni con lo scopo di mantenere il plasma lontano dalle pareti della torcia e un terzo flusso introdotto dal tubo centrale per creare una zona a temperatura minore.

### Spettrometro di massa
Lo spettrometro di massa sfrutta solitamente un analizzatore di massa a quadrupolo. Gli ioni vengono separati in base al loro rapporto massa/carica e viene prodotto un segnale proporzionale alla concentrazione. La concentrazione può essere determinata tramite calibrazione con standard o anche tramite diluizione isotopica. 
Altri analizzatori di massa utilizzati nella ICP-MS includono sistemi a doppia focalizzazione, sia con collettori singoli che multipli, e sistemi a tempo di volo con acceleratori assiali o ortogonali.

## Esecuzione dell'analisi

### Introduzione del campione
Il campione viene introdotto nebulizzato dal tubo centrale della torcia tramite il flusso di argon che funge da carrier. L'analita subisce quindi l'evaporazione della fase liquida a cui segue la vaporizzazione e atomizzazione dei solidi presenti. Gli atomi prodotti subiscono successivamente la perdita dell'elettrone legato con minore forza formando ioni con singola carica positiva (i metalli alcalino-terrosi, a causa del basso potenziale di seconda ionizzazione, possono dare anche ioni doppiamente carichi).
L'utilizzo ottimale dei nebulizzatori riguarda i campioni liquidi quali le soluzioni, comunque possono essere utilizzati anche nel caso in cui si lavori con materiale più denso e consistente (semisolido). La nebulizzazione può essere ottenuta tramite l'utilizzo di diversi dispositivi tra i quali spiccano quelli pneumatici e a ultrasuoni con diverse varianti. L'aerosol prodotto viene spesso trattato in modo da ottenere gocce molto piccole e di dimensione pressoché omogenea facendolo passare in una apposita camera.
L'ablazione laser è un metodo di introduzione del campione utilizzato meno comunemente. In questo metodo un fascio laser viene fatto incidere sul campione creando del materiale ablato che viene introdotto nel plasma. Questo metodo è particolarmente utile nel caso di campioni solidi, anche se la calibrazione con standard può risultare non particolarmente accurata. La tecnica in questo caso si indica con LA-ICP-MS.
Altri metodi utilizzati nella ICP-MS per l'introduzione del campione sono la vaporizzazione elettrotermica (ETV) e la vaporizzazione in torcia (in torch vaporization, ITV), che utilizzano superfici calde di grafite o metalli per la vaporizzazione dell'analita. In questo modo possono essere utilizzate quantità molto piccole di campione.
L'introduzione avviene tramite la camera di nebulizzazione (spray chamber) della quale esistono varie forme e modelli. Le camere sono raffreddate mediante l'utilizzo di celle di Peltier, che consentono un raffreddamento intorno ai 5 °C che evita la formazione di ossidi e la migliore aspirazione dei componenti organici volatili. 

### Passaggio degli ioni nel vuoto
Lo spettrometro di massa effettua la separazione massa/carica degli ioni in condizioni di vuoto. Tale vuoto viene creato e mantenuto da una serie di pompe. Il primo stadio sfrutta comunemente una pompa rotativa che rimuove la maggior parte del gas e permette di raggiungere pressioni di 133 Pa. Gli stadi successivi sono volti a generare un vuoto ancora più spinto tramite pompe turbomolecolari.
Il fascio di ioni viene guidato. I metodi utilizzati a tale scopo variano in funzione della strumentazione utilizzata. Alcuni utilizzano semplici piatti indirizzanti, mentre altri sfruttano metodi più complessi quali i quadrupoli, esapoli o ottupoli per guidare gli ioni.
Negli ultimi anni i produttori hanno immesso sul mercato molti strumenti che utilizzano una cella di collisione o una cella di reazione dinamica in cui il fascio di ioni viene fatto collidere con dei gas a pressione relativamente bassa. Queste collisioni causano delle reazioni che alterano la natura stessa del fascio ionico, generalmente rimuovendo o attenuando le interferenze che potrebbero influire sull'analisi.
Il campione passa infine verso l'analizzatore massa/carica e il rivelatore.

#### Cella di reazione dinamica
La cella di reazione dinamica (DRC, Dynamic Reaction Cell) è una camera collocata prima del tradizionale quadrupolo di una strumentazione ICP-MS, con lo scopo di eliminare le interferenze isobare. L'uso di gas di cella puri in una cella di reazione dinamica con quadrupolo di scansione consente una riduzione dell'interferenza molto più elevata e specifica rispetto alla discriminazione dell'energia cinetica con l'elio.
La sensibilità dell'analita viene mantenuta o addirittura aumentata dalla focalizzazione collisionale. Allo stesso tempo, anche gli sfondi spettrali più elevati vengono rimossi istantaneamente da una reazione chimica prevedibile. La prima cella di reazione è stata brevettata e montata dall'azienda PerkinElmer sul modello ELAN DRC II.

#### Interfaccia di reazione collisionale
La tecnologia che sfrutta l'interfaccia di reazione collisionale (CRI, Collisional Reaction Interface), utilizzata dagli strumenti Varian, rappresenta un altro approccio per la distruzione di ioni interferenti. Tali ioni vengono rimossi tramite l'iniezione di un gas collisionale (elio), un gas reattivo (idrogeno), o una miscela dei due, direttamente nel flusso di plasma. In questo modo vengono provocate ulteriori collisioni e reazioni in grado di distruggere gli ioni poliatomici presenti nel plasma.

#### Tecnologia del campo assiale
La tecnologia del campo assiale (AFT, Axial Field Technology) è un brevetto della PerkinElmer che rappresenta un miglioramento della cella di reazione dinamica. Consiste di due barre supplementari, più piccole rispetto alle normali barre del quadrupolo, collocate nella camera DRC al fine di rendere più veloce l'uscita degli ioni tramite la creazione di un potenziale elettrico supplementare. Il tempo necessario di permanenza del gas nella camera DRC viene minimizzato e la velocità di esecuzione dell'analisi aumenta.

#### Sistema di reazione a ottapolo
Il sistema di reazione a ottapolo (ORS, Octopole Reaction System), si differenzia dalla cella di reazione dinamica per l'utilizzo di un ottapolo (piuttosto che un quadrupolo) e per il fatto che sfrutta principalmente gas di collisione (elio) e, in alcuni casi, gas moderatamente reattivi come l'idrogeno o l'ammoniaca diluita; il volume della camera ORS è minore rispetto a quello della camera DRC e richiede una maggiore manutenzione per rimuovere eventuali impurezze che potrebbero generare nuove interferenze. I piccoli atomi di elio e le piccole molecole di idrogeno collidono con le molecole poliatomiche formatesi nel plasma, con una maggiore frequenza rispetto agli ioni di interesse (singoli atomi). Il maggior numero di collisioni, dovuta alla maggiore sezione di impatto, produce una riduzione dell'energia cinetica per gli ioni poliatomici, che possono essere poi utilmente bloccati all'uscita della camera. Da rimarcare che il sistema ORS è basato principalmente sulla Discriminazione di Energia Cinetica in seguito a collisione e non consente una discriminazione basata sulla separazione di massa, come nel caso della DRC.

## Usi
La tecnica ICP-MS può essere utilizzata in analisi ambientali di campioni di acqua (o di altro tipo) oppure in determinazioni tossicologiche quale la determinazione della concentrazione urinaria di metalli tossici.
È possibile effettuare anche l'analisi elementare, con un intervallo di elementi chimici determinabili compresi tra la massa atomica del litio fino a quella dell'uranio (in teoria tra 7 e 250 unità). Si possono rivelare concentrazioni dell'ordine dei ng/L. Diversamente dall'assorbimento atomico, che può misurare un solo elemento per volta, la ICP-MS consente invece la determinazione simultanea degli elementi con il conseguente vantaggio di velocizzare tale tipo di analisi.
L'utilizzo di una tecnica cromatografica, quale la cromatografia a permeazione di gel o la cromatografia liquida, associata alla ICP-MS quale metodo separativo, consente anche determinazioni biochimiche quali quelle sulle metalloproteine o altre proteine o biomolecole. Le proteine o i peptidi possono essere determinati dopo marcatura con un metallo (solitamente un lantanide) realizzata con l'utilizzo di un opportuno reagente denominato MeCAT (Metal Coded Tagging). È così possibile, ad esempio, effettuare studi di farmacocinetica o di proteomica.